# Eva Glesková
 Eva Glesková z domu Lehocká (ur. 26 lipca 1943 w Zwoleniu) – słowacka lekkoatletka, sprinterka, współrekordzistka świata, trzykrotna olimpijka. W czasie swojej kariery reprezentowała Czechosłowację.
Wystąpiła na igrzyskach olimpijskich w 1964 w Tokio, gdzie dotarła do półfinałów biegu na 100 metrów i biegu na 200 metrów.
Zdobyła brązowy medal na pierwszych europejskich igrzyskach halowych w 1966 w Dortmundzie w sztafecie 4 × 1 okrążenie (sztafeta czechosłowacka biegła w składzie Libuše Macounová, Alena Hiltscherová, Eva Kucmanová i Lehocká). Startowała również na tych igrzyskach w biegu na 60 metrów, ale po zakwalifikowaniu się do półfinału nie wystąpiła w nim. Zajęła 4. miejsce w biegu na 100 metrów i 6. miejsce w biegu na 200 metrów na mistrzostwach Europy w 1966 w Budapeszcie, a sztafeta 4 × 100 metrów w składzie: Lehocká, Kucmanová, Vlasta Přikrylová i Hiltscherova odpadła w eliminacjach. Na europejskich igrzyskach halowych w 1967 w Pradze Lehocká zdobyła srebrny medal w sztafecie 4 × 1 okrążenie (w składzie: Eva Putnová, Vlasta Seifertová, Kucmanová i Lehocká), a sztafeta 1+2+3+4 okrążenie z jej udziałem została zdyskwalifikowana.
Odpadła w półfinale biegu na 100 metrów i eliminacjach biegu na 200 metrów na igrzyskach olimpijskich w 1968 w Meksyku. Na mistrzostwach Europy w 1969 w Atenach zajęła 7. miejsce w biegu na 100 metrów.
1 lipca 1972 w Budapeszcie wyrównała rekord świata w biegu na 100 metrów z czasem 11,0 s. Na igrzyskach olimpijskich w 1972 w Monachium zakwalifikowała się do finału tej konkurencji, ale wskutek kontuzji odniesionej w biegu półfinałowym zajęła w nim ostatnie 8. miejsce.
Glesková była mistrzynią Czechosłowacji w biegu na 100 metrów w latach 1964, 1966–1969 i 1972 oraz w biegu na 200 metrów w latach 1962–1964, 1966, 1968, 1969 i 1972, wicemistrzynią w sztafecie 4 × 100 metrów w 1966 i 1968, a także brązową medalistką w biegu na 100 metrów w 1962 i 1971. W hali była brązową medalistką w biegu na 50 metrów w 1972.
Wielokrotnie poprawiała rekordy Czechosłowacji w biegu na 100 metrów do wspomnianego wyniku 11,0 s, w biegu na 200 metrów do czasu 23,4 s (2 lipca 1972 w Budapeszcie) i w sztafecie 4 × 100 metrów do wyniku 45,1 s (3 czerwca 1972 w Bratysławie).